# Hassan Sunny
Hassan bin Abdullah Sunny (2 aprile 1984) è un calciatore singaporiano, portiere dell'Albirex Niigata Singapore e della nazionale singaporiana.

## Carriera

### Nazionale
Ha esordito in nazionale nel 2004.

## Statistiche

### Cronologia presenze e reti in nazionale
| Cronologia completa delle presenze e delle reti in nazionale ― Singapore | Cronologia completa delle presenze e delle reti in nazionale ― Singapore | Cronologia completa delle presenze e delle reti in nazionale ― Singapore | Cronologia completa delle presenze e delle reti in nazionale ― Singapore | Cronologia completa delle presenze e delle reti in nazionale ― Singapore | Cronologia completa delle presenze e delle reti in nazionale ― Singapore | Cronologia completa delle presenze e delle reti in nazionale ― Singapore | Cronologia completa delle presenze e delle reti in nazionale ― Singapore |
| Data                                                                     | Città                                                                    | In casa                                                                  | Risultato                                                                | Ospiti                                                                   | Competizione                                                             | Reti                                                                     | Note                                                                     |
| ------------------------------------------------------------------------ | ------------------------------------------------------------------------ | ------------------------------------------------------------------------ | ------------------------------------------------------------------------ | ------------------------------------------------------------------------ | ------------------------------------------------------------------------ | ------------------------------------------------------------------------ | ------------------------------------------------------------------------ |
| 24-9-2022                                                                | Ho Chi Minh                                                              | India                                                                    | 1 – 1                                                                    | Singapore                                                                | Amichevole                                                               | -1                                                                       | cap.                                                                     |
| Totale                                                                   |                                                                          | Presenze                                                                 | 1                                                                        |                                                                          | Reti                                                                     | -1                                                                       |                                                                          |

## Palmarès

### Club

#### Competizioni nazionali
- Premier League (Singapore): 1

Lion City Sailors: 2021